# Лиуе Калел (национален парк)
Национален парк „Лиуе Калел“ (на испански: Parque Nacional Lihué Calel) се намира в провинция Ла Пампа, Аржентина. Създаден е през 1977 година, а с Указ № 2149/90 от 10 октомври 1990 г. е обявен за национален парк като природен резерват.
Растителността е предимно тревиста, има папрати, както и различни кактуси.
От животинските видове се срещат вискача, патагонски заек, лисици, порове, пуми, броненосци, червени гущери, лешояди, сови, папагали, нанду, кондори – общо са преброени около 150 вида местни птици.
Достъпът до парка е по Национално шосе № 152, на 123 км югозападно от град Генерал Aча и 220 км от провинциалната столица Санта Роса. Най-близкият град е Пуелче (Puelches), на 39 км от Националния парк.